# Rio Cururupe
O rio Cururupe é um curso d'água localizado na cidade brasileira de Ilhéus, distrito de Olivença, no estado da Bahia.
No seu estuário é formado um manguezal com uma área de 30 ha, localizada a cerca de 12 km ao sul da cidade. É atravessado pela rodovia BA-001 (Ilhéus-Canavieiras).

## Etimologia
Cururupe vem do tupi kururu (sapo) e  'y (rio), ambos em relação genitiva, e ainda -pe (em, no), significando "no rio dos sapos". Há diversas hipóteses para a ocorrência da posposição -pe no nome de tantos topônimos no Brasil. Contudo, não há uma explicação conclusiva a respeito. O que o filólogo Eduardo Navarro defende é que esses topônimos foram criados pelos próprios nativos, e estão entre os mais antigos do Brasil, podendo ser inclusive de origem pré-histórica, isto é, anterior ao descobrimento oficial do Brasil pelos europeus. Todavia, o sentido exato do morfema -pe não é bem conhecido.

## Características
A área de mangue formada pela foz do Cururupe enfrenta várias ameaças, que vão desde a poluição à especulação imobiliária, em razão de seu potencial turístico e expansão urbana. Duas espécies arbóreas fora ali identificadas: a Rhizophora mangle e a Laguncularia racemosa.

## Massacre do rio Cururupe: a Revolta do Caboclo Marcelino
No ano de 1929 teve início uma série de revoltas dos índios tupinambás, como registrou a antropóloga Maria Hilda Paraíso: “A construção da ponte sobre o Rio Cururupe teve reflexos graves aos índios de Olivença (…) a reação dos “caboclos” de Olivença terminou por se processar em 1929, sob o comando de Marcelino, o seu líder. Argumentando a necessidade de recuperar as terras perdidas e de expulsarem os atuais ocupantes das antigas aldeias (…) A reação (das autoridades da época) foi imediata e, em novembro de 1929, uma caravana de praças e de inspetores de quarteirão deslocou-se para o Cururupe iniciando a repressão aos revoltosos (…) O Governo venceu e instalou-se a linha Ilhéus/Olivença usando caminhões como veículos”.
O final do conflito se deu no dia 26 de setembro de 1937, às margens do rio, quando os tupinambás fora massacrados naquilo que seus atuais descendentes chamam de “Última Revolta do Caboclo Marcelino”, e muitos indígenas foram mortos sem que as autoridades e perpetradores fossem sequer julgados. Para lembrar a data o Povo Tupinambá de Olivença realiza desde o ano 2000 uma peregrinação em memória dos "Mártires do Massacre do Rio Cururupe".
Na caminhada de 2006 a cacique Maria Valdelice Amaral de Jesus emitiu uma nota intitulada “Assumindo Compromisso”, no qual reportava: “Diante do massacre o Rio Cururupe, o qual ficou conhecido como “martírio” dos índios Tupinambá de Olivença que hoje continua através da fome, da falta de terras para trabalhar, da ausência de políticas públicas diferenciadas de educação, saúde, moradia e transporte, é que o Povo Tupinambá convoca toda a população para estarmos junto no domingo, dia 24 de setembro para dizer não á tanta violência.  Índio e não Índio estarão nesta peregrinação, para dizer SIM ao projeto do Deus da Vida que chama a todos de filho e filha (...)  Neste seis anos de caminhada ao Cururupe, deixamos marcas de um povo que relembra um fato histórico de genocídio, buscando o cumprimento dos seus direitos, mas que celebra a vida na esperança de um país melhor e de uma sociedade mais justa. Venha a ser adubo na TERRA, onde os Tupinambá possam celebrar o DEUS DA VIDA, com seu “Manto Sagrado”. E que vivam enquanto POVO TUPINAMBÁ EM TERRAS TUPINAMBÁ”.